# Etugen Eke
Etügen Eke («Madre Tierra», también transcrito como Itügen o Etügen Ekhe) es una deidad o diosa de la tierra mongol y túrquica. Posee el atributo de ser una virgen perpetua. Su nombre proviene de Ötüken, la montaña sagrada de la tierra y la fertilidad, diosa de los antiguos turcos. Las fuentes medievales a veces la vinculan con una contraparte masculina llamada Natigai (Natikai, Natıkay), aunque esto se trate probablemente de un error originado en una mala pronunciación de Etugen. En la mitología mongola, Etugen es a menudo representada como una joven mujer montada sobre un toro gris.

## Madre tierra
Según la mitología mongol, Etugen existió en medio del universo. Los túrquicos la representaban como una mujer bella y voluptuosa, patrona de la patria y la naturaleza y todos los seres vivos están subordinados a ella. Para los túrquicos era la segunda deidad más importante, después de Tengri. El papel dominante en las fuerzas naturales pertenecía a Etugen, pero la determinación del destino de las personas y de las naciones era potestad de Tengri. A veces bajo mandato de Tengri, Etugen castigaba al pueblo por sus pecados. Pero en general se la consideraba una diosa benevolente. Para apaciguar a la diosa Etugen, se hacían sacrificios cada primavera en la temporada de preparación para la cría de ganado y antes de la siembras. Los sacrificios también se llevaban a cabo en el otoño, después de la cosecha.